# 普萊恩菲爾德鎮區 (密歇根州艾奧斯科縣)
普萊恩菲爾德鎮區（英語：Plainfield Township）是位於美國密歇根州艾奧斯科縣的一個行政鎮區。

## 地方資料
普萊恩菲爾德鎮區的面積為278.70平方千米，當中陸地面積為268.80平方千米，而水域面積為9.90平方千米。根據2020年美國人口普查的數據，當地共有人口3350人，而人口密度為每平方千米12.02人。